# Teleñiqueñaque
Teleñiqueñaque es una serie de televisión boliviana, del género sitcom, producida por el cineasta Gustavo Castellanos para el canal de televisión ATB. Fue emitida entre el 1 de octubre y el 17 de diciembre de 1994, con un total de 12 capítulos.
La serie se destaca de ser una de las primeras producciones, bajo el mando del conglomerado mexicano Televisa, quien adquiere el 30% de las acciones de ATB en 1993, y también es significativa por diferenciarse del molde típico de las sitcoms tradicionales.

## Argumento
La serie se adentra en la vida cotidiana de dos entrevistadores de un programa de televisión, Lucio Icaza de Torquemada Pi y Margall (Percy Herbas) y su compañera, Ana Flores (Hortencia Jiménez). Ellos ven pasar los acontecimientos alrededor de sus entevistados (entre ellos, psicólogos, astrólogos, cocineros o columnistas)
Suele ser una parodia constante a las revistas matinales de aquel tiempo, las cuales solían emitirse desde iniciada la mañana, y que en su mayoría, tenían como conductores a personajes famosos de la televisión y modelos. 

## Elenco
- Percy Herbas como Lucio Icaza de Torquemada Pi y Margall: vulcanólogo de profesión y conductor del programa, junto con su compañera, Ana. A pesar de ser colegas, no existe una atracción entre ambos.
- Hortencia Jiménez como Ana Flores: Instructora de aerobics, también conductora del programa, junto con Lucio, su compañero.

## Producción

### Rodaje y desarrollo
Fue producida y escrita por el cineasta tarijeño, Gustavo Castellanos, quien concibio la idea, junto con Percy Herbas (quien también protagoniza la serie). La duración de la producción fue de entre dos semanas, para su emisión en 3 meses.

Es un programa básicamente cómico, que intenta romper los moldes del humor boliviano, que se ha reducido al cafe concert y al sketch cómico. Lo que queremos hacer nosotros es una especie de serial documental, en la que se vayan desarrollando historias risibles
Gustavo Castellanos en una entrevista para TeleGuía, 1994

Originalmente la serie estaba pensada para parodiar a un noticiero. Aunque se desconoce la etimología de Teleniqueñaque, Castellano afirmó en una entrevista que a Herbas se le ocurrió de repente, debido a su origen como palabra desde la época colonial.

#### Escenografía
El set del programa solía ser pequeño, haciendo énfasis en "ser un programa serio con situaciones absurdas".

### Marketing
La serie publicó un anuncio, de tono sarcástico que indicaba la molestia que causaba emitir Teleniqueñaque en la Red ATB. Además, emulando a un espacio solicitado, calificaba al programa como aburrido y que se preferia emitir un mundial de ajedrez.
En el diario paceño La Razón, en su sección de Teleguía, se hizo una falsa entrevista a los conductores de Teleniqueñaque, como si se tratara de un matinal emitido realmente. La entrevista también presenta a todo el equipo de producción, así como a los dos protagonistas principales.

## Recepción
A pesar de ser una de las primeras series de televisión bolivianas, con ese tono característico y sarcástico de las revistas matinales, no logró ser renovada para una segunda temporada. Su director, Gustavo Castellanos, se dedicó a filmar películas destinadas al cine boliviano.